# 어사와 조이
《어사와 조이》는 2021년 11월 8일부터 2021년 12월 28일까지 방송된 tvN 월화 드라마다.

## 기획의도
엉겁결에 등 떠밀려 어사가 되어버린 허우대만 멀쩡한 미식가 도령과 행복을 찾아 돌진하는 기별부인(이혼녀)의 명랑 코믹 커플 수사

## 제작진

### 제작사
- 스튜디오드래곤
- 몽작소

### 제작
- 유병술

### 극본
- 이재윤 : 영화 《원탁의 천사》(각색), 《허브》(각본), 영화 《싸움》(각색), 영화 《백프로》(각본), 영화 《레드카펫》(각색), 영화 《엽기적인 그녀 2》(각색), 영화 《걸캅스》(원안), MBC 주말미니시리즈 《탐나는도다》(집필), 웹드라마 《SNS 드라마 무한동력》(집필), MBC 드라마넷 금토드라마 《나의 유감스러운 남자친구》(집필), SBS 드라마스페셜 《훈남정음》(집필), 도서 《백프로》 등 집필

### 연출
- 유종선 : KBS2 수목특별기획드라마 《천명》(조연출), KBS2 월화미니시리즈《미래의 선택》(공동연출), KBS2 저녁 일일연속극 《천상여자》(공동연출), KBS2 드라마스페셜 단막 2015년 《머리 심는 날》(연출), KBS2 수목미니시리즈 《태양의 후예》(공동연출), KBS2 드라마스페셜 단막 2016 《빨간 선생님》(연출), tvN 드라마스테이지 《낫 플레이드》(연출), tvN 수목미니시리즈 《김비서가 왜 그럴까》(기획), tvN 월화미니시리즈 《60일, 지정생존자》(연출) 등 연출

## 등장 인물

### 주요인물
- 옥택연 : 라이언 역 -어쩌다 보니 암행어사! 허우대만 멀쩡한 허당 도령

어명이고 뭐고, 오늘 점심 뭐 먹지
장원급제. 최연소 홍문관 부수찬. 암행어사
이런 수식어가 필요 없을 만큼 수려한 외모의 소유자. 압도적으로 나른한 눈빛은 덤이다.
나주 라씨의 5대 독자, 이언.
한 입으로 ‘두말(二言)’ 하지 않는 사람이 되라고,
조모께서 지어주신 이름 탓인지 집안 어른들의 뜻에 ‘두말’않고 부응하여
서당이며 성균관이며 다니긴 했으나 사실 이언의 바람이라면,
그저 작은 만두집이나 하나 차려서 장사나 하며 사는 거였다.
그런데 하필 머리가 좋아서. 과거에는 왜 또 급제해버려서.
등과(登科)를 하자마자, 조선 최고의 엘리트 코스 홍문관에 부수찬으로 별안간 발탁이 되질 않나
급기야 임금의 밀명을 받아 어사 임무까지 수행하게 된 것이 아닌가!
이게 다 대박적 입신양명의 조짐이니, 실로 가문의 영광이 아니겠냐고?
응, 아니다.
점심시간을 사수하고, 정시 퇴근을 엄수하는, 매너리즘 만렙의 종 6품 공무원의 삶.
내 업무만 마치면, 칼같이 일어나 귀가하여 남은 하루를 만두나 빚어 쪄 먹으면서
방바닥을 뒹굴뒹굴 굴러다니던 평화롭던 일상으로 돌아가기 위해
대~충 빨리 시찰은 끝내 버리고 지방 맛집들이나 휘~탐방하는 꿈을 꾸던 그 순간!
우당탕탕. 무언가에 발이 걸려 넘어지고 마는데.
왜 그러시오. 뭐라고?! 당신을 데려가야 한다니 그게 무슨 해괴망측한 소리요.
왜 내가 당신과 혼인을?! 잠깐만. 습첩이라니. 더군다나 나는 낭랑뽀짝한 총각인데.
망할 놈의 어명!!!! 빌어먹을 풍습 따위!!!
아니… 근데, 자다가 벼락에 튀겨진 건 난데
지금 내가 맘에 안 든다고 했소? 지금 누가 누굴 까는 거요?!
- 김혜윤 : 김조이 역 - 행복 찾아 돌진하는 조선시대 기별(이혼) 부인

거 살다 보면 이혼할 수도 있지
다만 지금이 17세기가 아니고, 여기가 보수 유교의 성지인 조선이 아니라면 말이다.
노름 환자에 마마보이인 서방놈과는 3년 전 혼인하여매일 살얼음과 활화산을 오가는 대환장의 백년전쟁을 벌인 끝에 마침내 이쯤에서,‘좋은 인생 경험’했다 치고 혼인을 파(破)해 보는 것은 어떠한가... 점잖게 제안해 보았다가 대번에 거절을 당했던 것이다.
뿐인가.
“전대미문의 나쁜 며느리”라는 둥, “풍기가 박약한 되바라진 계집”이라는 둥, 분기탱천한 시어머니가 이혼 송사까지 끼어들어 악다구니를 퍼부으며 인신공격을 불사한 탓에, 조이는 이 고을 원탑의 ‘왈바리 몽짜’라는 굉장한 명성까지 얻고야 말았는데.
평판 따위는 아무렴, 어쩔시고 옹헤야인 것이다. 그 무엇이 밥을 먹여주던가?
그렇다. 조이는 시대를 앞서나가는 현실주의자였다.
어차피 여인의 몸으로는 입직(入職)은 꿈도 못 꿀 천하의 빌어먹을 시대에 부귀영화는 이미 언감생심인 것을.
조이는 저 극성스런 시댁 및 서방놈과의 아름다운 이별은 도저히 불가함을 깨닫고 이 지루하고 더러웠던 이혼 송사를 장대하게 막, 마무리 지을 참이다.
그런데... 그런데 잠깐만. 어사출두라니?!
아니, 이 얼뜨기 어사놈은 왜 남의 이혼 소송에 난입해설랑은 나의 금쪽같은 이혼 송사를 망쳐놓고 난리인 건가?!
대관절 전생에 무슨 불구대천의 원수를 졌기에?
어떻게 탈출한 지옥인데! 이제야 말로 제2의 인생을 시작할 수 있다고 여겼건만!
다 틀렸다, 다 틀렸어.
하지만 조이의 장밋빛 청사진이 산산이 부서진 것 같은 바로 그 순간, 조이의 이야기는 시작된다.

### 라이언 주변인물
- 이준혁 : 세자 역 (특별출연) - 이언의 막역지우

명분과 폐습에 젖은 조선의 사대부들을 뜯어고치고
모든 백성이 꿈꿀 수 있는 새로운 조선을 만들고자 했던 인물로 그런 세자에게 이언은 친형제보다 더 아끼는 아우이자 더 넓은 세상을 보여주고 싶은 동생이었다.
- 양희경 : 조씨부인 역 - 이언의 조모

회현동 구남부계에서 명망이 드높은 사대부가의 여장부.
절대 출세와 결혼은 아니하겠다고 버티는 5대 독자 이언을 어찌저찌 과거 급제는 겨우 시켜놓았으나...
혼인만큼은 목에 칼이 들어와도 안 하겠다는 이언 때문에 머리가 아프다.

### 김조이 주변인물
- 채원빈 : 황보리 (†) 역
- 남미정 : 장팥순 역
- 주진수 : 노추한 역

### 암행수사단
- 민진웅 : 육칠 역 - 은근 이언을 놀리지만 손발 척척 맞는 이언의 종복

저게 지금 우리 나리가 수사를 하겠다는 거냐 말겠다는 거냐
어릴 적부터 이언을 챙긴 종복인지라 그의 습성을 속속들이 꿰뚫고 있다.
평생 이언 옆에서 온갖 음식이나 거들며 편하게 한양에 있었으면 좋았으련만....
이언이 암행어사로 발령 나는 바람에 온갖 직업으로 변장을 해야하는 고충에 시달린다.
광대, 각설이, 왈패...
아주 가끔 양반 행세를 할 때는 참 즐겁다.
어허! 눈 깔아라 네 이놈 방득아!
이런 재미를 양반들만 누리고 산다니!!!
나도 남들한테 잔소리 좀 해보고 싶단 말이야!!!
선을 넘을 듯 말 듯, 이언을 놀리고 타박하면서,
가끔은 그의 수족이 되어주면서, 이언을 보좌해 암행을 돕는다.
- 박강섭 : 구팔 역 - 육칠과 티격태격하는 이언의 종복

혼자 먹으니 좋습디까?
...는 이언한테 하는 말이 아니라 육칠에게 하는 말이다.
육칠이 이언에게 깔짝댈 때마다,
구팔은 은근 나서서 육칠에게 깔짝댄다.
그나저나, 키가 크고 조금만 말랐으면,
저 양반 변장은 내가 하는 거였는데!
왜 하필 짧고 포동 하게 태어나서는!
이제 여인 변장은 제발 그만 좀 시켰으면 좋겠다.
물론 바람대로 되진 않는다.
그리하여 화장 실력은 나날이 늘어가고
이제는 기생들에게 화장을 가르쳐줄 지경에까지
이르렀다는 건 정말 죽고 싶은 비밀이다.
그나저나 다홍색 저고리에 옥색 비녀는 좀 아니지 않냐?
개나리색이 낫지 않냐...?
- 이상희 : 광순 역
- 채원빈 : 비령 역

### 강변사우
- 이재균 : 박태서 역
- 정순원 : 차말종 역
- 김현준 : 지맹수 역
- 박신아 : 강한기 역

### 위정자들
- 정보석 : 박승 역
- 조관우 : 왕 역 (특별출연)
- 최태환 : 박도수 역(†)

### 꼬리섬 사람들
- 배종옥 : 덕봉 역 - 대장군의 기질을 가진 여성 공동체 마을의 리더.(예명 : 터럭손)
- 하승진 : 바회 역

### 그 외 인물
- 차엽 : 홍석기 역(†) - 해운판관
- 유동훈 : 어무적 역
- 박충선 : 대제학 역
- 송종호 : 장기완 역(†)
- 조희봉 : 개화골 이방 역
- 차학연 : 최승율 역
- 홍석빈 : 나용균 역 - 치종의(†)
- 류시현 : 벼루아짐 역

## 시청률
최저 시청률과 최고 시청률은 시청률 조사회사와 지역별로 시청률에 차이가 있을 수 있습니다.
| 2021년 | 2021년    | 2021년         | 2021년       |
| 회차   | 방송일자  | AGB 시청률     | AGB 시청률   |
| 회차   | 방송일자  | 대한민국(전국) | 서울(수도권) |
| ------ | --------- | -------------- | ------------ |
| 제1회  | 11월 8일  | 4.961%         | 5.073%       |
| 제2회  | 11월 9일  | 4.035%         | 4.440%       |
| 제3회  | 11월 15일 | 5.257%         | 6.063%       |
| 제4회  | 11월 16일 | 5.060%         | 5.495%       |
| 제5회  | 11월 22일 | 4.514%         | 5.145%       |
| 제6회  | 11월 23일 | 4.249%         | 4.832%       |
| 제7회  | 11월 29일 | 3.912%         | 4.242%       |
| 제8회  | 11월 30일 | 4.332%         | 4.691%       |
| 제9회  | 12월 6일  | 4.471%         | 4.665%       |
| 제10회 | 12월 7일  | 4.624%         | 4.969%       |
| 제11회 | 12월 13일 | 3.653%         | 3.835%       |
| 제12회 | 12월 14일 | 3.410%         | 3.860%       |
| 제13회 | 12월 20일 | 3.403%         | 3.355%       |
| 제14회 | 12월 21일 | 3.236%         | 3.546%       |
| 제15회 | 12월 27일 | 3.592%         | 3.801%       |
| 제16회 | 12월 28일 | 3.799%         | 3.610%       |

## 같이 보기
- 대한민국의 텔레비전 드라마 목록 (ㅇ)
- 2021년 대한민국의 텔레비전 드라마 목록

## 참고 사항
- 배종옥과 정보석은 영화 《걸어서 하늘까지》와 MBC 월화특별기획드라마 《몬스터》 이후로 다시 재회하는 작품이 되었다.
- 극중 바회 역을 맡고있는 하승진은 은퇴후 처음으로 연기에 도전하였다